# Edward Grosz
Edward Michael Grosz (ur. 16 lutego 1945 w Buffalo) – amerykański duchowny katolicki polskiego pochodzenia, biskup pomocniczy Buffalo w latach 1990–2020.
Święcenia kapłańskie przyjął 29 maja 1971.
22 listopada 1989 papież Jan Paweł II mianował go biskupem pomocniczym Buffalo i tytularnym biskupem Morosbisdus. Sakry biskupiej udzielił mu bp Edward Dennis Head. 2 marca 2020 przeszedł na emeryturę.

## Oskarżenie o malwersacje i nadużycia seksualne
23 listopada 2020, Prokurator Generalny Nowego Jorku Letitia James oskarżyła bp Grosza, Diecezję Buffalo i biskupa Richarda J. Malone'a o sprzeniewierzenie środków diecezji na zacieranie śladów wykorzystywania seksualnego nieletnich przez 24 księży. W tym samym czasie ukazał się 218-stronicowy raport opisujący dwuletnie śledztwo prokuratora przeciwko tym podmiotom. Bp Grosz również sam miał się dopuszczać czynów pedofilskich, o co został oskarżony. Bp Grosz zaprzeczył oskarżeniom i dobrowolnie zrezygnował z posługi sakramentalnej.